# Социалистическая партия Америки
Социалистическая партия Америки (англ. Socialist Party of America, SPA) — существовавшая в прошлом социалистическая политическая партия в США, основанная в 1901 году путём слияния Социал-демократической партии Америки, созданной тремя годами раньше ветеранами Пулмановской стачки Американского союза железнодорожников и профсоюзного крыла крыла Социалистической трудовой партии Америки.
В первые десятилетия 20-го века Социалистическая партия получила значительную поддержку от различных групп, включая профсоюзных деятелей, прогрессивных социальных реформаторов, фермеров-популистов и иммигрантов. Юджин Дебс дважды набирал более 900 000 голосов на президентских выборах (в 1912 и 1920 годах), в то время как в Палате представителей работали двое конгрессменов от партии (Виктор Бергер из Висконсина и Мейер Лондон из Нью-Йорка), а на местном уровне избирались десятки депутатов законодательных собраний штатов, более 100 мэров и бесчисленное множество мелких чиновников. Стойкая оппозиция партии американскому участию в Первой мировой войне привела к выходу из партии некоторых известных политиков и началу репрессий против её членов. Социалисты стали раскалываться на фоне внутрипартийных споров по поводу отношения к октябрьской революции в России в 1917 и созданию Коминтерна в 1919 году: многие члены покинули партию, чтобы основать просоветские партии, включая Коммунистическую партию США. В 1920 году кандидат от социалистов Юджин Дебс проводил предвыборную кампанию, находясь в тюрьме, что стало уникальным прецедентом в американской истории.
В 1924 году партия поддержала кандидата от прогрессивной партии Роберта Лафоллета на президентских выборах, после чего вернулась к независимым действиям на национальном уровне. В начале 1930-х годов партия пережила некоторый рост популярности благодаря кандидату в президенты Норману Томасу и великой депрессии, которая пробудила интерес американцев к левым движениям. Однако вскоре партия снова ослабела на фоне популярности Нового курса президента Франклина Рузвельта, организации и гибкости Коммунистической партии под руководством Эрла Браудера и желанием возрождающегося рабочего движения поддерживать сочувствующих политиков из Демократической партии. Противоречивая и в конечном итоге неудачная попытка расширить партию путем принятия в неё последователей Льва Троцкого и Джея Лавстона привела к тому, что старая гвардия покинула ее и образовала Социал-демократическую федерацию. Хотя партия всегда была решительно антифашистской и антисталинистской, ее противодействие вступлению Америки во Вторую мировую войну стоило ей как внутренней, так и внешней поддержки.
Партия перестала выдвигать кандидатов в президенты после 1956 года, когда её кандидат Дарлингтон Хупс набрал менее 6000 голосов. В последние десятилетия существования партии её члены, многие из которых были видными деятелями движения за права рабочих, мир, гражданские права и свободы, принципиально расходились во мнениях об отношениях социалистов с рабочими и Демократической партией. В 1970–1973 годах эти разногласия стали настолько острыми, что Социалистическая партия сменила название на «Социал-демократы США», чтобы дистанцироваться от Советского Союза. Лидеры двух её фракций сформировали отдельные политические организации: Социалистическую партию США и Организационный комитет демократических социалистов, предшественника современных Демократических социалистов Америки.

## История

### Начальный период

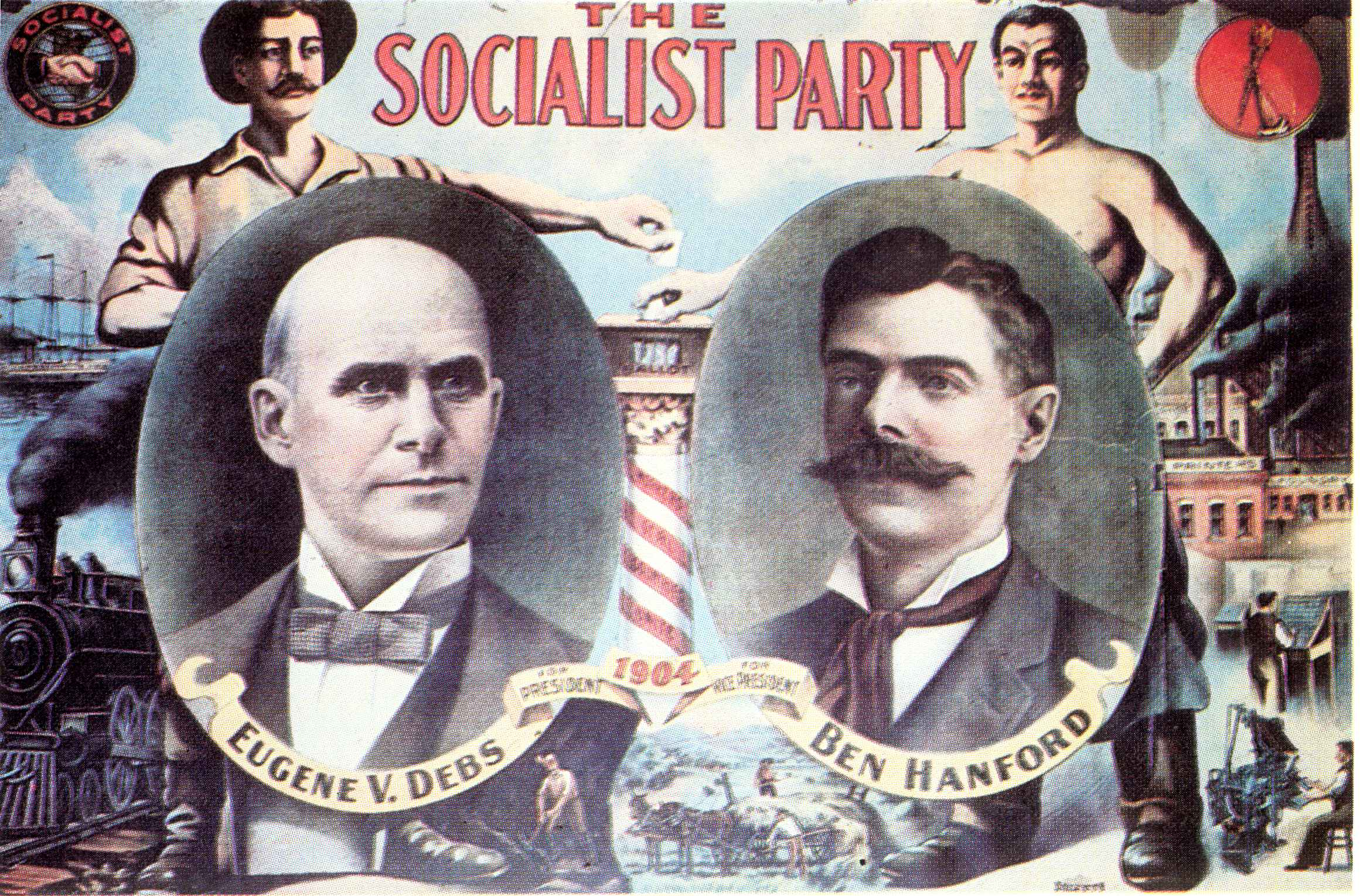
Предвыборный плакат Юджина Дебса, кандидата в президенты США от Социалистической партии Америки, 1904 г.

С 1901 года до начала Первой мировой войны представители Социалистической партии Америки занимали целый ряд выборных должностей. В Конгрессе были два конгрессмена от Соцпартии — Мейер Лондон (Meyer London) от города Нью-Йорк и Виктор Бергер от города Милуоки, от неё были избраны более 70 мэров городов, Социалистическая партия была представлена в законодательных собраниях разных штатов и в городских советах. Наибольшую поддержку на выборах партия имела среди недавно приехавших в страну еврейских, финских и немецких иммигрантов, шахтёров угольных шахт и фермеров — бывших участников популистского движения на Среднем Западе.
Первые члены партии придерживались широкого спектра взглядов: от революционного социализма до социал-демократии. При этом руководитель нью-йоркской организации партии Моррис Хилквит и конгрессмен Бергер находились на более реформистском социал-демократическом (правом) крыле партии, а социалисты-радикалы и синдикалисты, к которым относились члены организации Индустриальные рабочие мира (ИРМ), включая неоднократно выдвигавшегося партией кандидатом в президенты США Юджина Дебса, — на левом крыле партии. Были в партии и аграрные радикалы-утописты, такие как Джулиус Уэйлэнд (en:Julius Wayland) из Канзаса, работавший редактором ведущего национального печатного органа партии, Appeal To Reason, а также лидеры профсоюзного движения, еврейские, финские и немецкие иммигранты и представители интеллигенции, такие как Уолтер Липпман, Макс Истмен и перешедший из Социалистической трудовой партии Америки Джек Лондон.
Партия враждовала с Американской федерацией труда (АФТ). Руководство АФТ было настроено против Социалистической партии и пропаганды левых идей среди рабочих вообще, однако умеренные социалисты вроде Бергера и Хилквита выступали за сотрудничество с АФТ в надежде сформировать со временем более широкую лейбористскую партию. Главным их союзником в рядах АФТ был Макс Хайес (en:Max Hayes), президент Международного союза типографистов (International Typographical Union). Однако эти попытки были резко отвергнуты большинством членов Социалистической партии, которые придерживались взглядов ИРМ или позиции Уэйлэнда.

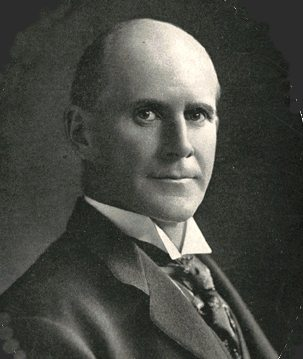
Юджин Дебс

Репрессии против членов ИРМ, Первая мировая война и проводимая социалистами антивоенная кампания привели к обострению противоречий внутри партии и снижению числа её членов. Рост численности членов её языковых федераций из территорий, охваченных Октябрьской революцией, оказался иллюзорным, поскольку вскоре эти её члены перешли в ряды Коммунистической партии труда (Communist Labor Party).
Из партии вышли несколько наиболее активных членов, выступавших за вступление США в Первую мировую войну, среди которых были Уолтер Липпман, Джон Спарго, Джордж Фелпс Стоукс (George Phelps Stokes) и Уильям Инглиш Уоллинг. Они создали недолговечную организацию под названием Национальная партия (National Party), которая рассчитывала объединиться с остатками Прогрессивной партии (Progressive Party) Теодора Рузвельта и Партии запрета (Prohibition Party), но не преуспела в этом.
В июне 1918 года самый известный лидер партии, Юджин Дебс выступил со знаменитой антивоенной речью, призвав оказывать сопротивление призыву в армию. Он был арестован на основании Закона США о подрывной деятельности (Sedition Act) 1918 года, осуждён и приговорён к 10 годам лишения свободы. Дебс был помилован президентом США Уорреном Гардингом в 1921 году.

### Исключение левого крыла
В январе 1919 года В. И. Ленин пригласил коммунистическое крыло Социалистической партии к участию в создании Третьего Интернационала — Коминтерна.
Сторонники большевизма в СПА провели в июне 1919 года конференцию с целью составления плана возвращения себе контроля над партией путём направления делегаций от исключённых членов партии с требованиями их присутствия. Однако языковые федерации, к которым со временем присоединились Чарльз Рутенберг и Луис Фрайна (en:Louis Fraina), отказались участвовать в этом и создали собственную партию, Коммунистическую партию США, на отдельном съезде в Чикаго, проведённом 2 сентября 1919 года.
Между тем левое крыло Социалистической партии, во главе которого стояли Джон Рид и Бенджамин Гитлоу (en:Benjamin Gitlow), добилось большинства на партийном съезда. Правое руководство партии вызвало полицию, которая услужливо выдворила левое большинство из зала, после чего его покинули и оставшиеся коммунистические делегаты. Революционные марксисты, изгнанные со съезда, учредили Коммунистическую партию труда (Communist Labor Party) 1 сентября 1919 года. Обе эти партии объединились в 1921 году, образовав Коммунистическую партию США. Юджин Дебс, хотя и симпатизировал Октябрьской революции и радикальным социалистам, остался в Социалистической партии, надеясь сохранить её единство.

### Исключение социалистов из законодательного собрания штата Нью-Йорк
Партия пострадала во время периода антикоммунистической истерии, известного как «Красная угроза». В 1920 году законодательное собрание штата Нью-Йорк (New York State Assembly) исключило из своего состава пять членов Социалистической партии, обосновав это тем, что членство в Социалистической партии противоречит его целям. Это были Луис Уолдман (en:Louis Waldman), Сэмюэл Орр (en:Samuel Orr), Чарльз Соломон (en:Charles Solomon), Огюст Клэссенс (en:August Claessens) и Сэм Дьюитт (en:Sam Dewitt). Дело дошло до Верховного суда США, который вернул их в законодательное собрание.

### Участие в избирательных кампаниях
В период с 1904 по 1912 год на выборах президента США Социалистическая партия выдвигала своим кандидатом Юджина Дебса. Партия показала лучший результат на президентских выборах 1912 года, когда за Дебса был отдан 901 551 голос, или 6 % голосов избирателей. В 1920 году Дебс был выдвинут снова, на этот раз находясь в заключении за антивоенную деятельность, и сумел получить 913 693 голосов (3,4 %).
Социалистическая партия не выдвигала своего кандидата на президентских выборах 1924 года, а поддержала сенатора Роберта М. Лафолета-старшего и его Прогрессивную партию (в это время социалисты, как и коммунисты, стремились создать вместе с последней массовую рабоче-фермерскую партию).
В 1928 году состоялось возвращение Социалистической партии как самостоятельного субъекта выборов под руководством протестантского священника из Нью-Йорка Нормана Томаса, сумевшего собрать 267 478 голосов (0,7 %). Томас неоднократно выдвигался кандидатом в президенты США от социалистов до 1948 года включительно. В 1932 году он получил 884 885 голосов (2,2 %). В 1936 году за Томаса проголосовало 187 910 избирателей (0,4 %), а в 1940 — 116 599 (0,2 %). В 1944 году за кандидата социалистов было отдано 79 017 голосов (0,2 %), а в 1948 — 139 569 (0,3 %). После 1948 года ни один кандидат-социалист не набирал больше 0,1 % голосов.

### Сдвиг влево
Во времена Великой депрессии численность партии резко возросла, в основном за счёт молодёжи. В их числе были и многие антисталинистски настроенные коммунисты (троцкисты и сторонники Джея Лавстона), исключённые из Компартии. Многие молодёжные лидеры стремились к примирению и сотрудничеству с Коммунистической партией, в рамках новой политики Народного фронта, проводимой Коминтерном. Руководство фракции Единого фронта включало Рейнгольда Нибура (Reinhold Niebuhr), Эндрю Баймиллера (Andrew Biemiller), Дэниэла Хоуна (Daniel Hoan) и Гаса Тайлера (Gus Tyler). Многие из них стали основателями организации «Американцы за демократическое действие» (Americans for Democratic Action — ADA), основной леволиберальной организации в США во времена холодной войны.
Более радикально настроенные марксистские члены партии — так называемая фракция «Милитант» (Militant, её теоретиком был Хаим Канторович), поддерживавшая акты прямого действия, — возобладали на общенациональном съезде Социалистической партии в Детройте в июне 1934 года, что ускорило выход противостоящей им «Старой гвардии» (с Луисом Уолдманом и Дэвидом Дубинским во главе), выступавшей за создание общенациональной Фермерско-рабочей партии (Farmer-Labor Party), которую мог бы возглавить политик-популист Хью Лонг (Huey Long). Однако после того, как эта идея потерпела неудачу, в 1936 году лидеры «Старой гвардии» создали Социал-демократическую федерацию (Social Democratic Federation) и без особой охоты одобрили Франклина Рузвельта.
Между тем, к этому времени левые члены партии также оказывали критическую поддержку политике Рузвельта в соответствии с требованиями Народного фронта. Затем партию поддержало массовое вступление в неё американцев-последователей Троцкого из рядов Рабочей партии США (Workers Party of the United States) в рамках так называемого «французского поворота» (French Turn), в рамках которого троцкисты энтрировались в массовые социалистические партии. Однако революционные перспективы троцкистов вызвали такой беспорядок, что к 1938 году их исключили из партии. Вместе с троцкистами ушла молодёжная организация Социалистической партии, Молодёжная народная социалистическая лига (Young People’s Socialist League).

### Годы ослабления партии
К 1940 году в партии оставалось только небольшое преданное ядро, выступавшее против «Нового курса» (New Deal) Франклина Рузвельта. В 1940 году Норман Томас был единственным кандидатом в президенты США, настроенным против просоветской внешней политики. Это также привело к тому, что в течение 1941 года Томас активно выступал в поддержку изоляционистского Первого комитета США (America First Committee).
Томас возглавил свою последнюю президентскую кампанию на выборах 1948 года, после чего стал осторожным сторонником послевоенного согласия в рядах либералов. Партия сохранила определенное влияние на местах, в таких городах как Милуоки, Бриджпорт (Коннектикут) в Коннектикуте и Рединг (Пенсильвания) в Пенсильвании. В г. Нью-Йорке партия часто выдвигала собственных кандидатов по линии Либеральной партии. В 1956 году партия помирилась и воссоединилась с Социально-демократической федерацией.
В 1958 году партия приняла в свои ряды членов Независимой социалистической лиги (Independent Socialist League) во главе с Максом Шахтманом (Max Shachtman). Молодые последователи Шахтмана смогли внести новую струю в партию и помогли ей сыграть активную роль в американском движении за гражданские права (1955—1968), а также принять активное участие в начальных мероприятиях «Новых левых». Однако Шахтман успешно заблокировал слияние партии с еврейским рабочим Бундом (Jewish Labor Bund), ссылаясь на проявленный в прошлом этой организацией антисионизм.

### Раскол
К концу 1960-х годов самыми влиятельными фигурами в Социалистической партии Америки были Макс Шахтман (англ. Max Shachtman) и Майкл Харрингтон (англ. Michael Harrington), которые договорились о проведении параллельной стратегии сохранения Социалистической партии в качестве самостоятельной третьей партии, выдвигающей собственных кандидатов, и выступления в роли группы влияния в составе Демократической партии США. Сама партия разделилась на три фракции. Одна — это «Фракция Дебса» (англ. Debs Caucus) во главе с Дэвидом Макрейнолдсом, которая стремилась сохранять традиционную роль Социалистической партии как самостоятельной политической партии и занимала наиболее жёсткую «левую» позицию. Другая — это «центристская» «Коалиционная фракция» (англ. Coalition Caucus) во главе с Майклом Харрингтоном, которая также придерживалась левой ориентации, но хотела работать в составе Демократической партии с целью смещения последней влево. И наконец, «правая» «Фракция единства» (англ. Unity Caucus) во главе с Максом Шахтманом относилась к ярым сторонникам крыла Демократической партии, возглавляемого Линдоном Джонсоном и Джесси Джексоном, поддерживая антикоммунистов за границей и программы гражданских прав и Великого общества (англ. Great Society) в США.
Раскол отразился на отношении членов партии к вьетнамской войне и к «Новым левым» — Шахтман и его сторонники всё в большей степени поддерживали войну и с большим недоверием относились к «Новым левым», Харрингтон резко выступал против войны, но тем не менее скептически оценивал «Новых левых», а «Фракция Дебса» возражала против войны и приветствовала «Новых левых». Напротив, из всех трёх группировок сторонники Шахтмана проявляли наибольшую склонность к ортодоксальному марксизму (или к своему варианту его) и демократическому централизму, тогда как остальные две фракции практиковали более эклектичный подход в своём видении социализма. Такое различие во взглядах наиболее ярко проявилось на съезде Демократической партии 1968 года, когда члены «Фракции Дебса» находились вместе с йиппи за пределами съезда, в рядах протестующих, жестоко разогнанных полицией, а члены «Коалиционной фракции» и «Фракции единства» были в числе делегатов съезда.
К 1972 году в партии наблюдался ещё более глубокий раскол, когда партийный печатный орган, газета New America, печатала оппозиционные статьи практически по всем вопросам. На президентских выборах 1972 года все фракции поддерживали разных кандидатов: «Фракция Дебса» поддерживала независимого кандидата от Народной партии Бенджамина Спока, «Коалиционная фракция» выступила в поддержку выдвиженца либеральных демократов Джорджа Макговерна, а «Фракция единства» поддерживала на «праймериз» Демократической партии Генри М. «Скупа» Джексона (англ. Henry M. «Scoop» Jackson), а затем, когда Джексон не смог номинироваться, объявила о нейтралитете между Макговерном и республиканцем Ричардом Никсоном.
Майкл Харрингтон и «Коалиционная фракция» вскоре вышли из партии, образовав Демократический социалистический организационный комитет (англ. Democratic Socialist Organizing Committee) (позднее — «Демократические социалисты Америки» — англ. Democratic Socialists of America), который работал в рамках Демократической партии, но поддерживал левое крыло последней. Они добились определённых успехов в 1970-е годы, но отошли на периферию из-за зависимости от личности Харрингтона, а затем из-за поддержки Джесси Джексона.
В том же 1972 году «Фракция Дебса» порвала с партией, создав Союз за демократический социализм (англ. Union for Democratic Socialism). (Дэвид Макрейнолдс вышел из рядов партии ещё в 1970 году, но присоединился к вышедшей из партии группе). В 1973 году, после того как остальные фракции отказались от наименования «Социалистическая партия», СДС провозгласил себя Социалистической партией США (англ. Socialist Party USA). Сейчас она насчитывает около 1600 членов и регулярно выдвигает кандидатов на выборные должности.
Указанные события привели к тому, что контроль над партией получила фракция Шахтмана «Единства» (сам Шахтман умер вскоре после этого). В конце декабря 1972 года на Национальном конвенте (последнем в истории Соцпартии) было решено преобразовать партию в организацию «Социал-демократы США» (англ. Social Democrats USA). Так как с 1956 года партия не выдвигала своих кандидатов, то было решено отказаться от названия «партия», как вводящего в заблуждение и мешающего привлекать активистов из числа сторонников Демократической партии. Название «социалистическая» было заменено на «социал-демократы», так как у многих американцев слово «социализм» ассоциируется с советским коммунизмом. Кроме того, партия хотела отличиться от двух небольших марксистских партий, Социалистической рабочей и Социалистической трудовой.

## Кандидаты в президенты и вице-президенты США от СПА
- 1900 — Юджин В. Дебс (Eugene V. Debs) и Джоб Харриман (Job Harriman)
- 1904 — Юджин В. Дебс и Бен Ханфорд (Ben Hanford)
- 1908 — Юджин В. Дебс и Бен Ханфорд
- 1912 — Юджин В. Дебс и Эмиль Зейдель (Emil Seidel)
- 1916 — Аллан Л. Бенсон (Allan L. Benson) и Джордж Киркпатрик (George Kirkpatrick)
- 1920 — Юджин В. Дебс и Сеймур Стэдман (Seymour Stedman)
- 1924 — Роберт М. Ла Фоллетт-старший (Robert M. La Follette, Sr.) и Бэртон К. Уилер (Burton K. Wheeler) (Прогрессивная партия)
- 1928 — Норман Томас (Norman Thomas) и Джеймс Х. Маурер (James H. Maurer)
- 1932 — Норман Томас и Джеймс Х. Маурер
- 1936 — Норман Томас и Джордж А. Нельсон (George A. Nelson)
- 1940 — Норман Томас и Мэйнард Ч. Крюгер (Maynard C. Krueger)
- 1944 — Норман Томас и Дарлингтон Хупс (Darlington Hoopes)
- 1948 — Норман Томас и Такер П. Смит (Tucker P. Smith)
- 1952 — Дарлингтон Хупс и Сэмюэл Х. Фридман (Samuel H. Friedman)
- 1956 — Дарлингтон Хупс и Сэмюэл Х. Фридман

## Известные члены партии
- Виктор Л. Бергер
- Элла Рив Блур (Ella Reeve Bloor)*
- Эрл Браудер*
- Бенджамин Голд (1916—1921 годы в партии)*
- Юджин В. Дебс
- Дэвид Дубинский
- Сэм Дьюитт (Sam Dewitt)
- Дороти Дэй
- Фрэнк Зейдлер (впоследствии вступил в Социалистическую партию США; последний социалист на посту мэра крупного города США — Милуоки)
- Джордж Аллан Ингленд
- Макс Истмен*
- Людвиг Каттерфельд*
- Хелен Келлер
- Александра Михайловна Коллонтай
- Джеймс Коннолли
- Джеймс П. Кэннон*
- Павел Сергеевич Ладан*
- Джеймс Ларкин
- Лео Лаукки*
- Уолтер Липпман
- Джек Лондон
- Иван Акимович Лычев
- Тереза Малкил (Theresa S. Malkiel)
- Мэри Мэрси (Mary E. Marcy)
- Скотт Ниринг (Scott Nearing)
- Рейнгольд Нибур
- Кейт Ричардс О'Хара (Kate Richards O’Hare)
- Мэри Уайт Овингтон (Mary White Ovington)
- Байард Растин
- Виктор Рейтер
- Уолтер Рейтер
- Джон Рид*
- Аса Филип Рэндольф
- Карл Сандберг
- Эптон Синклер
- Агнес Смедли
- Роуз Пастор Стоукс*
- Маргарет Сэнгер
- Норман Томас
- Луис Уолдмен
- Элизабет Герли Флинн*
- Уильям Фостер*
- Билл Хейвуд
- Моррис Хилквит (Morris Hillquit)
- Макс Шахтман
- Чарлз Протеус Штейнмец
- Мартин Эйберн
- Давид Петровский

(*) Вышли из партии в связи с основанием Коммунистической партии США (Communist Party USA).